# Sherlock (cràter)
Sherlock és un petit cràter d'impacte lunar situat a la vall Taurus-Littrow. Els astronautes Eugene Cernan i Harrison Schmitt van visitar el nord del cràter amb el seu rover el 1972, durant la missió de l'Apollo 17.

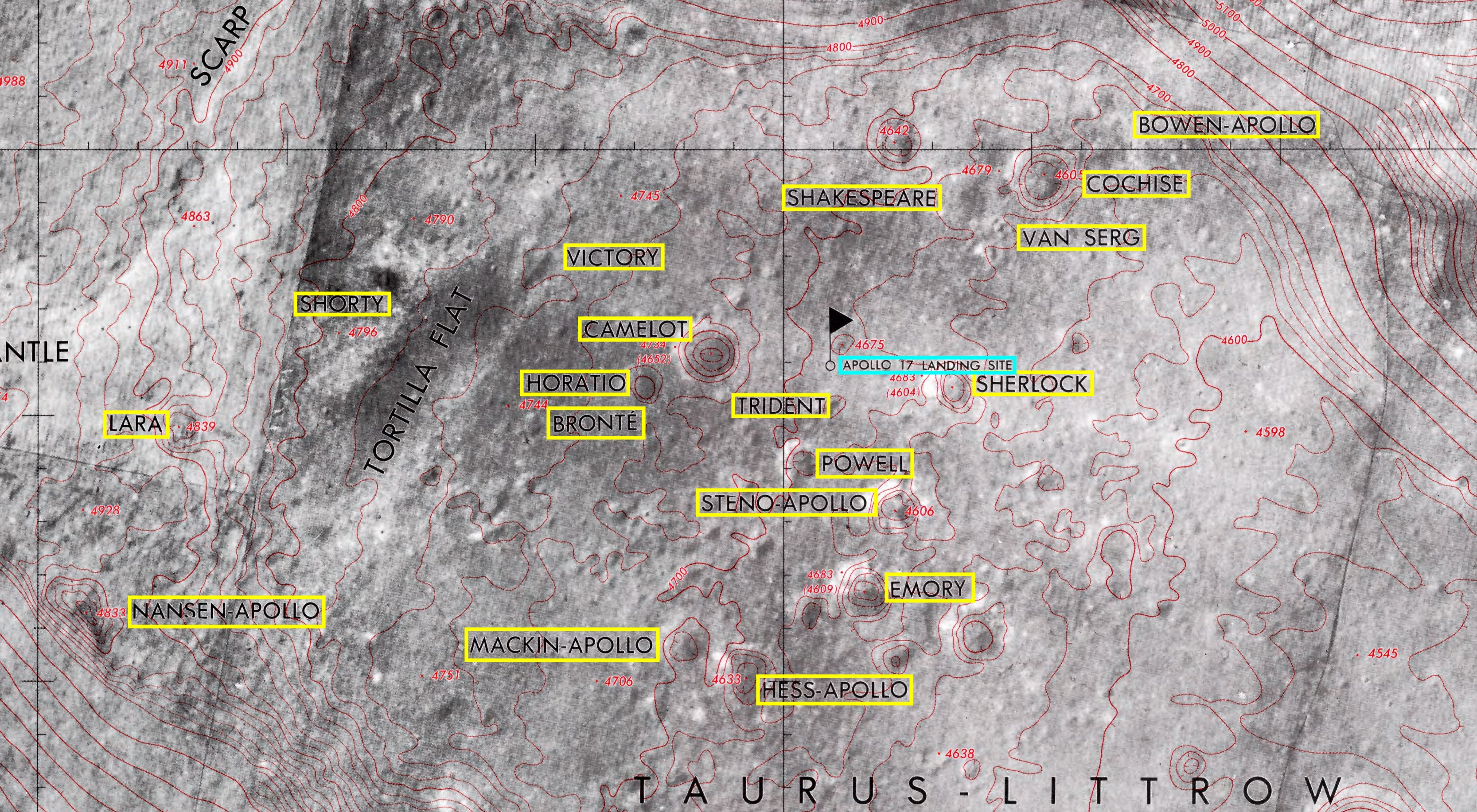
Localització de Sherlock (centre de la imatge)
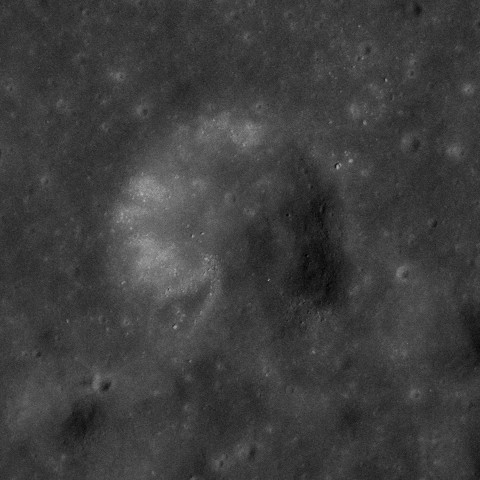
Vista panoràmica des de l'Apollo 17

El cràter és aproximadament a 1 km a l'est del lloc d'allunatge de l'Apollo 17. Al sud hi ha el cràter Steno i al nord Van Serg i Shakespeare.

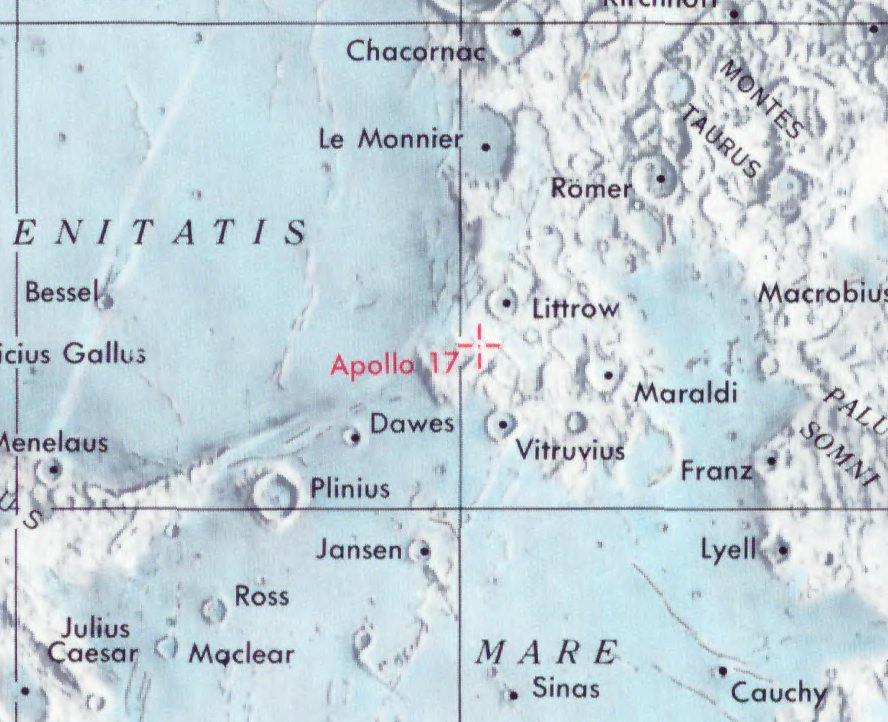
Lloc de l'allunatge de l'Apollo 17

## Denominació
El cràter va ser nomenat pels astronautes en referència a Sherlock Holmes, el detectiu protagonista dels relats de Sir Arthur Conan Doyle. La denominació té el seu origen en els topònims utilitzats al full a escala 1/50.000 del Lunar Topophotomap amb la referència 43D1S1 Apollo 17 Landing Area.